# Cathédrale de Vasto
La cathédrale de Vasto est une église catholique romaine de Vasto, en Italie. Il s'agit d'une cocathédrale de l'archidiocèse métropolitain de Chieti-Vasto.